# Danza de los negritos (México)

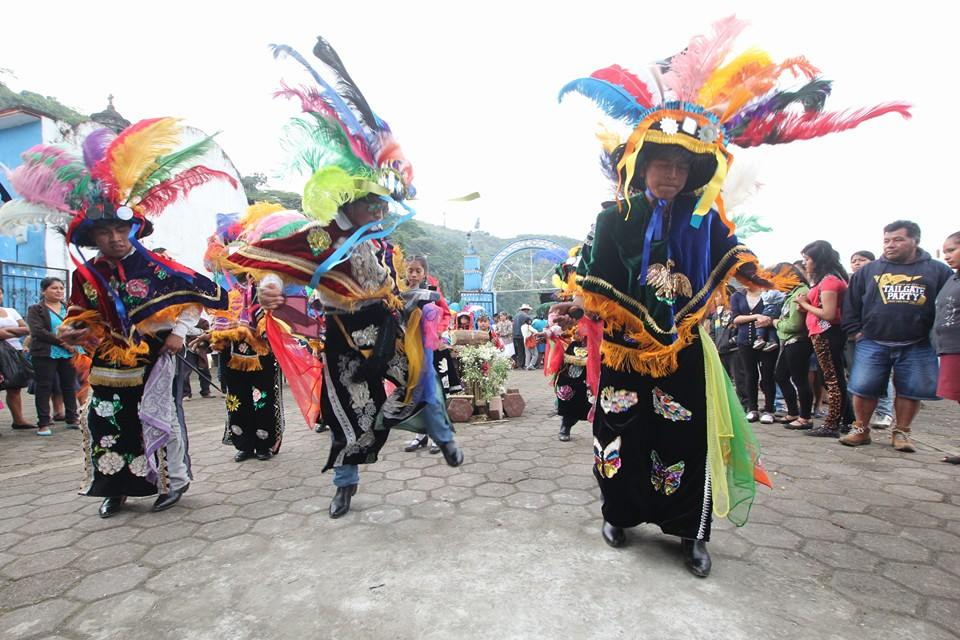
La danza de los negritos.

La danza de los negritos  es una danza tradicional de México que se baila en las diferentes zonas serranas de Veracruz, Hidalgo y Puebla (zona totonaca). Esta danza representa la matanza de una víbora y cada uno de estos estados ha mejorado y dado su toque personal a esta danza.

## Historia
Esta danza tiene sus orígenes a la llegada de los españoles al continente americano, cuando Papantla pertenecía a la encomienda que fue dada a Andrés de Tapia, español que, habiendo organizado su propia expedición, alcanzó a don Hernando en Cozumel para realizar la conquista. Como encomendero tenía bajo su servicio a numerosos indios y esclavos negros traídos de África, utilizados principalmente en las actividades agrícolas en esta región.
Entre los tantos esclavos negros se encontraba un joven de muy corta edad que fue capturado en África y traído al continente para realizar diferentes trabajos. Su madre, que lo adoraba, al enterarse de lo que le había sucedido a su hijo, se sacrificó y pidió que ella de igual forma fuese esclava y la llevaran con su hijo.
Un día el joven fue mandado a realizar un trabajo en el monte. Al estar trabajando, fue mordido por una víbora. La madre se dio cuenta de lo sucedido y de inmediato corrió a su auxilio acompañada de otros esclavos e indios. Al ver a su hijo tirado y a punto de morir, comenzó a realizar una ceremonia, típica de África, que consistía en un baile, canto y gritos alrededor del joven. Los indios totonacos que observaron este ritual quedaron asombrados con lo que la madre hacía que, de inmediato, comenzaron a imitarla. Así nació la danza de los negritos.
Es el baile que representa la cultura afromexicana. Se caracteriza por los fuertes golpes de percusión. Se realiza generalmente a ritmo de mapalé, que se desprende a su vez de una danza de los negros esclavos africanos llamado "calendas"

## Variantes
La danza de los negritos cuenta con 3 variantes: 
- los negros "amarillos" (smukuku negros);
- los negros altos o "emplumados" (xatalhman) y
- los negritos de la costa (lakapunkswa negros) o negro agachado.[2]

### Los negros altos
La danza de los Negros Reales de la Sierra, llamada en totonaco "Xatalhman negro" (negro alto) o "xalaktalhman negro" (negro de los altos); se llama así porque el sombrero de los danzantes es adornado con grandes plumas de distintos colores, lo que aumenta en apariencia su estatura y porque vienen de las tierras altas de la sierra. Esta variante es practicada generalmente en toda la sierra de Puebla.

### Vestuario y significado
El vestuario de los negros altos consiste en:
- Una camisa blanca.
- Un pantalón (calzonera) de terciopelo con bordados llamativos de flores.Calzonera de terciopelo.

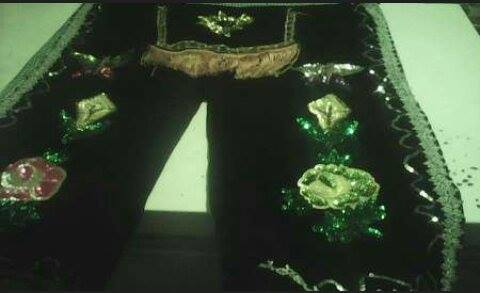
Calzonera de terciopelo.

- Tapun de terciopelo, adornado en las orillas por galones que representan la piel de la víbora.Tapun de terciopelo.
- Paliacates

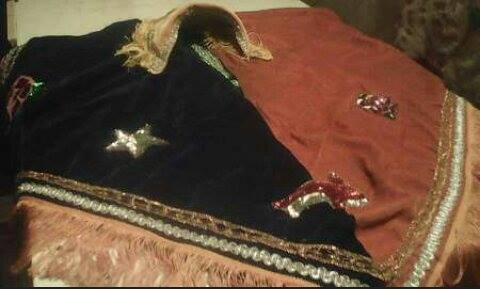
Tapun de terciopelo.

- Bastón, simula ser un arma que mata a la víbora y máscara

- Castañuelas, representan el cascabel de la víbora.Castañuelas.
- Botines negros.

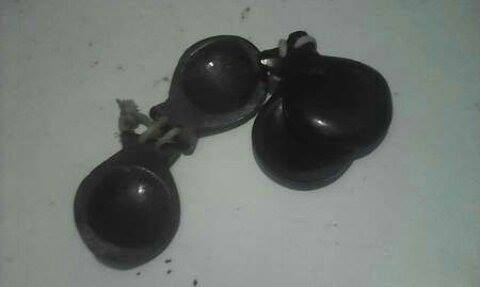
Castañuelas.

- Sombrero de paja forrado de tela negra, con espejos por la parte delantera que representan los ojos de la víbora. Por encima de los  espejos se encuentran unos pequeños hilos, llamados carzotas, representan las hojas de la caña. Alrededor del sombrero se encuentra un fleco negro que representa el cabello de un africano negro. En la parte superior sobresalen unas plumas de colores que representan las 3 variantes de la danza de los negritos, en este caso la de los negros altos.Sombrero de plumas.

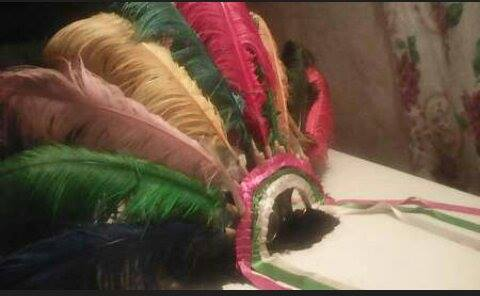
Sombrero de plumas.

### Música
En la sierra de Puebla, la música es interpretada en vivo. Los instrumentos empleados en la música son un violín, una guitarra, y algunas veces castañuelas (usadas por los músicos o por los bailarines).

## Creencias
Esta danza tiene una gran valoración religiosa por parte de los danzantes, pues se cree que quien sea partícipe de esta danza debe representarla, mínimo, durante 4 años consecutivos. En un caso contrario se cree que tendrá repercusiones en su vida. 
La primera vez que los danzantes comienzan a ensayar, deben inclinarse ante alguna representación religiosa, ya que en todas las danzas hay un son de alabanza a Dios.
Cuando los danzantes van a comer, usualmente invitados por personas de la misma comunidad donde bailan, de igual forma se inclinan ante la casa donde son invitados a comer. En el altar que se encuentra dentro de la casa se coloca el bastón que representa a la víbora, a su lado un plato de comida, tortillas y un vaso de agua con sal. Después de comer, la comida que colocaron en el altar, es repartida a todos los danzantes.